# فهرست فرهنگ‌های فارسی

## فارسی به فارسی
- لغتنامه دهخدا
- برهان قاطع
- فرهنگ معین
- فرهنگ تحفةالاحباب
- فرهنگ آنندراج
- مجموعه مترادفات[۱]
- فرهنگ عمید
- لغت فرس اسدی طوسی
- صحاح الفرس
- معیار جمالی
- فرهنگ جهانگیری
- مجمع الفرس (فرهنگ سروری)
- فرهنگ رشیدی
- فرهنگ انجمن آرای ناصری ( انجمن آرا )
- فرهنگ ناظم الاطبا
- فرهنگ نظام
- فرهنگ سخن
- فرهنگ معاصر فارسی
- فرهنگ نوبهار
- فرهنگ شیرخانی یا فوائدالصنایع
- فرهنگ پیشه‌ها
- فرهنگ جامع واژگان مترادف و متضاد زبان فارسی؛ خداپرستی، فرج‌اله؛  شیراز؛    دانشنامه فارس؛ ۱۳۷۶

## فارسی به انگلیسی
- فرهنگ آریانپور
- فرهنگ حییم
- فرهنگ خیام

## فارسی به آلمانی
- فرهنگ بزرگ علوی
- لغتنامهٔ اینترنتی آلمانی به فارسی

## فارسی به فرانسه
- فرهنگ معلم
- لغت نامهٔ اینترنتی